# Campanula hermannii
Campanula hermannii är en klockväxtart som beskrevs av Karl Heinz Rechinger. Campanula hermannii ingår i släktet blåklockor, och familjen klockväxter.
Artens utbredningsområde är Iran. Inga underarter finns listade i Catalogue of Life.